# Снайдер, Кейтлин
Кейтлин Снайдер (англ. Katelin Snyder; род. 16 августа 1987, Нашуа, Нью-Гэмпшир), в замужестве Гурегян (англ. Guregian) — американская гребчиха, рулевая, выступает за сборную США по академической гребле начиная с 2006 года. Чемпионка летних Олимпийских игр в Рио-де-Жанейро, пятикратная чемпионка мира, победительница многих регат национального и международного значения.

## Биография
Кейтлин Снайдер родилась 16 августа 1987 года в городе Нашуа, штат Нью-Гэмпшир. Училась в старшей школе Winter Park во Флориде, затем поступила в Вашингтонский университет. 
Заниматься академической греблей начала в 2000 году. Во время учёбы в университете состояла в университетском гребном клубе и регулярно принимала участие в различных студенческих соревнованиях, в частности была рулевой в мужской восьмёрке, выигравшей множество регат на уровне колледжей. Позже проходила подготовку в Гребном тренировочном центре Соединённых Штатов в Принстоне.
Впервые заявила о себе в гребле в 2006 году, выиграв золотую медаль в распашных рулевых восьмёрках на молодёжном мировом первенстве в Бельгии. Год спустя на аналогичных соревнованиях в Великобритании в той же дисциплине получила бронзу. Ещё через год отметилась победой на молодёжной регате в Бранденбурге.
Первого серьёзного успеха на взрослом международном уровне добилась в сезоне 2009 года, когда вошла в основной состав американской национальной сборной и побывала на чемпионате мира в Познани, откуда привезла награду золотого достоинства, выигранную в восьмёрках.
В 2010 году в восьмёрках отметилась победой на этапе Кубка мира в Люцерне.
В 2013 году в восьмёрках вновь была лучшей на этапе Кубка мира в Люцерне, заняла первое место на мировом первенстве в Чхунджу.
На чемпионате мира 2014 года в Амстердаме добавила в послужной список ещё одну золотую награду, полученную в восьмёрках. Кроме того, победила на этапе Кубка мира в Эгбелете.
В 2015 году одержала победу на этапе Кубка мира в Варезе и на мировом первенстве в Эгбелете.
Благодаря череде удачных выступлений удостоилась права защищать честь страны на летних Олимпийских играх 2016 года в Рио-де-Жанейро. В составе экипажа, куда также вошли гребчихи Эмили Реган, Керри Симмондс, Лорен Шметтерлинг, Меган Мусницки, Тесса Гоббо, Элеанор Логан, Аманда Элмор и Аманда Полк, обошла в финале восьмёрок всех своих соперниц, в том числе опередив преследовавшую их сборную Великобритании почти на две с половиной секунды — тем самым завоевала золотую олимпийскую медаль.
Став олимпийской чемпионкой, Снайдер осталась в составе гребной команды США и продолжила принимать участие в крупнейших международных регатах, при этом вышла замуж за коллегу по олимпийской сборной Нарега Гурегяна и на дальнейших соревнованиях выступала под фамилией мужа. Так, в 2017 году в восьмёрках она взяла бронзу на этапе Кубка мира в Познани, тогда как на домашнем чемпионате мира попасть в число призёров не смогла — показала в финале четвёртый результат.
В 2018 году выиграла золотую медаль на мировом первенстве в Пловдиве, став таким образом пятикратной чемпионкой мира по академической гребле.